# Фосовске
Фосовске  (пол. Fosowskie) — узловая пассажирская и грузовая железнодорожная станция в городе Колёновске (расположенная в дзельнице Фосовске), в Опольском воеводстве Польши. Имеет 5 платформ и 7 путей.
Станция построена в 1858 году, когда эта территория была в составе Королевства Пруссия.